# Железнодорожный транспорт на Украине

Карта истории строительства железных дорог Украины

Железнодорожный транспорт Украины — сеть магистральных железных дорог на территории Украины. Также к железнодорожному транспорту относятся ведомственные железнодорожные ветви, промышленные узкоколейные и обычные железные дороги.

## Общая характеристика

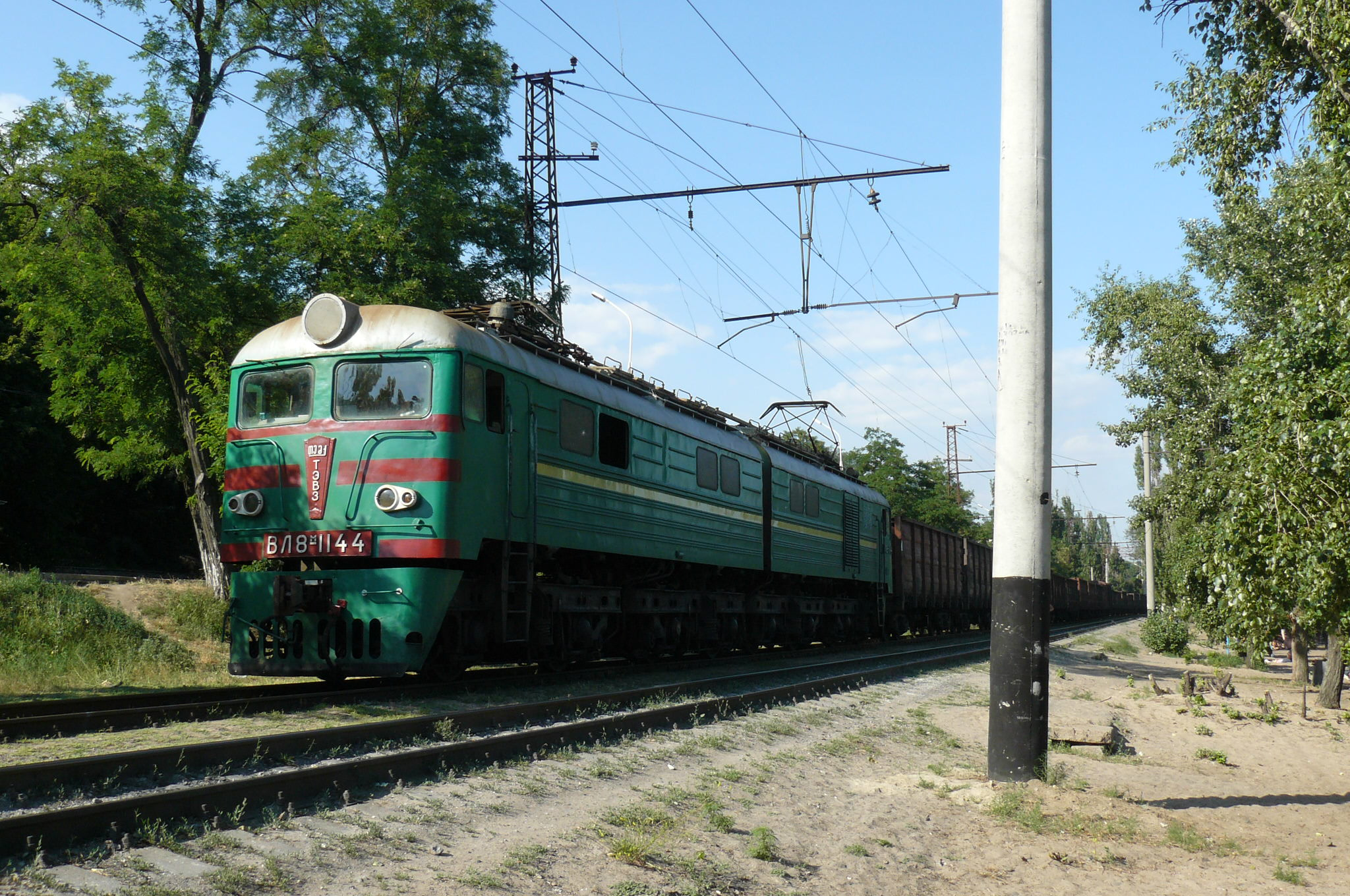
Электровоз ВЛ8 под Мариуполем

Железнодорожный транспорт играет значительную роль в обеспечении жизнедеятельности экономики Украины, на часть которого приходится 82 % грузооборота (без учёта трубопроводного) и почти 40 % пассажирооборота осуществляемого всеми видами транспорта. Протяжённость железнодорожных линий находящихся в ведении Государственной администрации железнодорожного транспорта Украины составляла на 2010 год почти 22 тысячи км, численность вагонов грузового парка 124,5 тысячи. Износ основных фондов железных дорог составлял на 2010 год 80 %, почти 100 % износ был у окатышевозов, думпкаров, минераловозов. Степень износа электровозов составляла в 2010 году 89,3 % (1860 электровозов), магистральных тепловозов — 99,3 % (2493 тепловоза).
Протяжённость электрифицированных железнодорожных линий — 9250 км.
На территории Украины действует также мощный железнодорожный транспорт промышленных предприятий, который играет исключительно важную роль в сфере производства. Общая развернутая длина этих железных дорог на конец 1997 года составляла 28 тыс. км.
Железнодорожная сеть страны имеет ширину колеи 1520 мм, есть также узкоколейные линии: Боржавская (123 км), Выгодская (7 км), Антоновка — Заречное (106 км), Рудница — Голованевск (130 км).
Железнодорожные стыки с другими государствами: с Россией (25 линий пересекают границу), Белоруссией (7 линий пересекают границу), Молдовой (14 линий пересекают границу, переходы по станциям Кучурган, Слободка, Басарабяска, Могилёв-Подольский, Кельменцы, Мамалыга) общая ширина колеи; с Румынией (4 пункта перехода), Венгрией (станции Чоп и Батево), Словакией (станции Чоп и Ужгород), Польшей (6 станций) — разная ширина колеи (1520 и 1435 мм), погранпереходы со сменой ширины колеи. Имеется железнодорожная паромная переправа Черноморск — Варна (Болгария). Не все стыки задействованы, часть не функционирует по разным причинам.

## История
Территория, ныне занимаемая украинским государством ранее входила в СССР, а ранее частично в Российскую империю и отдельные территории в Австро-Венгерскую империю. Именно в XIX веке и первое десятилетие XX века и появились первые железнодорожные линии на этой территории, затем в XX веке происходило развитие железнодорожной сети на современной территории Украины.
Старейшие линии по дорогам: На Львовской железной дороге Перемышль — Львов (1861). На Одесской железной дороге Одесса — Балта и Раздельная — Кучурган (1865). На Донецкой железной дороге Лозовая — Марцево (1869 год). На Приднепровской железной дороге Лозовая — Александровск с ветвью на Нижнеднепровск (1873).
В конце XIX — начале XX века в Прикарпатье, Карпатах и Закарпатье была сооружена сеть узкоколейных лесовозных линий. В 1921 году построена линия Луганск — Лутугино, в 1935 линия Красноармейское — Доброполье, в 1940-41 Старобельск — Кондрашевская — Должанская.
В послевоенный период темпы строительства новых железнодорожных путей уменьшились, было проложено около 5 тыс. км. В этот же период прекратили своё существование малодеятельные магистральные линии и значительная часть лесовозных железных дорог. Однако вкладывались средства в реконструкцию и увеличение пропускной способности основных линий.
В 1950-е годы Украинская ССР занимала первое место среди союзных республик по насыщенности железнодорожными путями.
В 1960-е годы началась активная электрификация дорог Украинской ССР.
24 августа 1991 года Верховный Совет УССР принял Акт о Независимости Украины, согласно которому все имущество, находившееся в пределах границ бывшей УССР, включая и железные дороги, становилось собственностью вновь образованного государства Украина. На переходный период управление сопредельных участков железной дороги было передано администрации Юго-Западной дороги.
14 декабря 1991 кабинет министров Украины выпустил постановление № 356, согласно которому создавалась государственная администрация железнодорожного транспорта Украины, получившая в подчинение 6 государственных железных дорог.